# Good Night
Good Night (Lennon/McCartney) är en låt av The Beatles från 1968.

## Låten och inspelningen
Denna låt (som färdigställdes 28 juni, 2 och 22 juli 1968) kom att avsluta albumet The Beatles, som utgavs i England och USA 22 november respektive 25 november 1968. Den är en av det fåtal Beatleslåtar som sjungs av Ringo Starr. Då den, med sin fylliga orkestrering, kom att i låtordningen hamna efter det märkliga ljudkollaget Revolution 9 har många tolkat det hela som en elak ironi från Lennons sida. Han har senare sagt att låten från början var en vaggvisa skriven åt sonen Julian och inte alls ironiskt menad. George Martin stod för orkestreringen. Låtens sentimentala anslag har felaktigt fått många att tro att den var skriven av Paul McCartney.